# Johan Georg Bøhmer Campbell
Johan Georg Bøhmer Campbell (* 25. Juli 1835 in Sandviken, Bergen (Norwegen); † 19. August 1871 ebenda) war ein norwegischer Landschaftsmaler der Düsseldorfer Schule.

## Leben
Campbell ließ sich zunächst von dem Maler Hans Leganger Reusch (1800–1854) in Bergen unterrichten. 1854 reiste er nach Düsseldorf, wo er – in ärmlichen Verhältnissen lebend – an der Königlich Preußischen Kunstakademie von 1855 bis 1860 die Landschafterklasse von Hans Fredrik Gude besuchte. Außerdem waren dort Rudolf Wiegmann und Adolph Tidemand seine Lehrer. Gude riet dem anfänglichen Genremaler zur Landschaftsmalerei. 1860 kehrte Campbell nach Norwegen zurück. Dort wirkte er als Landschaftsmaler und privater Zeichenlehrer. Krank und arm starb er als 36-Jähriger.

## Werke (Auswahl)
- Klarschiff machen. 1861.
- Landschaft in Notviken, Nordfjord.
- Landschaft mit Wasserfall. Museum Blomqvist, Oslo.